# Les Fanfares de la gloire
Pour les articles homonymes, voir Fanfares (homonymie).
Pour plus de détails, voir Fiche technique et Distribution.
Les Fanfares de la gloire (titre original : Tunes of Glory) est un film britannique réalisé par Ronald Neame, sorti en 1960.

## Synopsis
Les Fanfares de la Gloire narrent la vie d'un régiment écossais dans une garnison imaginaire, copiée du Château de Stirling, et plus précisément un drame psychologique entre deux officiers aux antipodes de l'échelle sociale.
Le film s'ouvre sur une soirée ordinaire au mess des officiers, whisky, souper, danses écossaises sous les airs des cornemuses. Le Major Jock Sinclair, commandant de la garnison par intérim, tient en fait sa dernière soirée de commandement, à la veille de l'entrée en fonction du nouveau chef de poste, le Lieutenant-Colonel Barrow. Or celui-ci survient à l'improviste le soir-même, et brise la soirée de Sinclair.
Dans une vaine résistance, Sinclair perd inexorablement l'amitié ou le respect de toute la garnison, jusqu'à l'affection de sa fille, éprise d'un simple cornemusier.
Sinclair s'aperçoit alors, que dans son opposition avec Barrow, ce sont en fait deux types d'officiers qui se jaugent, lui l'homme de troupe, jeune cornemusier qui gagna ses galons à tous les combats jusqu'au récent El-Alamein, face au lieutenant-colonel Barrow, qui succède ainsi à son père, l'ancien colonel Barrow, à la tête du même régiment. Soldat modèle, sourcilleux en matière de discipline et d'autorité, Sinclair observe avec douleur l'inaptitude du patricien hautain auquel il doit se soumettre, et comprend que sa carrière militaire cédera toujours le pas à la naissance.
Lorsque le colonel Barrows, constatant son incapacité comme officier, met fin à ses jours, Sinclair retrouve le commandement. Brisé jusqu'au fond de l'âme, il sombre cependant dans la démence.

## Fiche technique
- Titre original : Tunes of Glory
- Titre : Les Fanfares de la gloire
- Réalisation : Ronald Neame
- Scénario : James Kennaway (en) d'après son roman
- Direction artistique : Wilfred Shingleton, Martin Atkinson
- Décors : Geoffrey Tozer
- Costumes : Joan Ellacott, Charles Guerin
- Photographie : Arthur Ibbetson
- Son : John Cox
- Montage : Anne V. Coates
- Musique : Malcolm Arnold
- Production : Colin Lesslie
- Production déléguée : Albert Fennell (en)
- Société de production : H.M. Films Ltd[1], Knightsbridge Films[2]
- Société de distribution : United Artists
- Pays d'origine :  Royaume-Uni
- Langue originale : anglais
- Format : couleur (Technicolor) — 35 mm — 1,66:1 — son Mono (Westrex Recording System)
- Genre : Drame psychologique
- Durée : 107 minutes
- Dates de sortie : 
  -  Royaume-Uni : août 1960
  -  France : 6 janvier 1961

## Distribution
- Alec Guinness : Major Jock Sinclair
- John Mills : Lieutenant-Colonel Basil Barrow
- Dennis Price : Major Charles "Charlie" Scott
- Kay Walsh : Mary Titterington
- John Fraser : Caporal Ian Fraser, joueur de cornemuse
- Susannah York : Morag Sinclair
- Gordon Jackson : Capitaine Jimmy Cairns
- Duncan Macrae : Major Duncan MacLean
- Percy Herbert : Sergent Major Riddick
- Allan Cuthbertson : Capitaine Eric Simpson
- Paul Whitsun-Jones : Major "Dusty" Miller
- Gerald Harper : Major Hugo MacMillan
- John Harvey (en) : Sergent Finney
- Andrew Keir : Lance Caporal Campbell

## Distinctions

### Récompenses
- Mostra de Venise 1960 : John Mills pour la Coupe Volpi pour la meilleure interprétation masculine

### Nominations
- Oscars 1961 : James Kennaway pour l'Oscar du meilleur scénario adapté
- BAFTA 1961 : 
  - Alec Guinness et John Mills pour le BAFTA du meilleur acteur britannique
  - BAFTA du meilleur film
  - BAFTA du meilleur film britannique
  - James Kennaway pour le BAFTA du meilleur scénario britannique
- Mostra de Venise 1960 : Lion d'or